# Akademie für Alte Musik de Berlín
La Akademie für Alte Musik de Berlín (abreviado: Akamus) es un conjunto de música de cámara alemán. Akamus toca a menudo sin la guía de un director. Alrededor de 30 músicos forman el núcleo de la orquesta. La formación en los 100 conciertos que hace cada año varía de 8 miembros para la música de cámara del barroco hasta 45 para las obras sinfónicas.

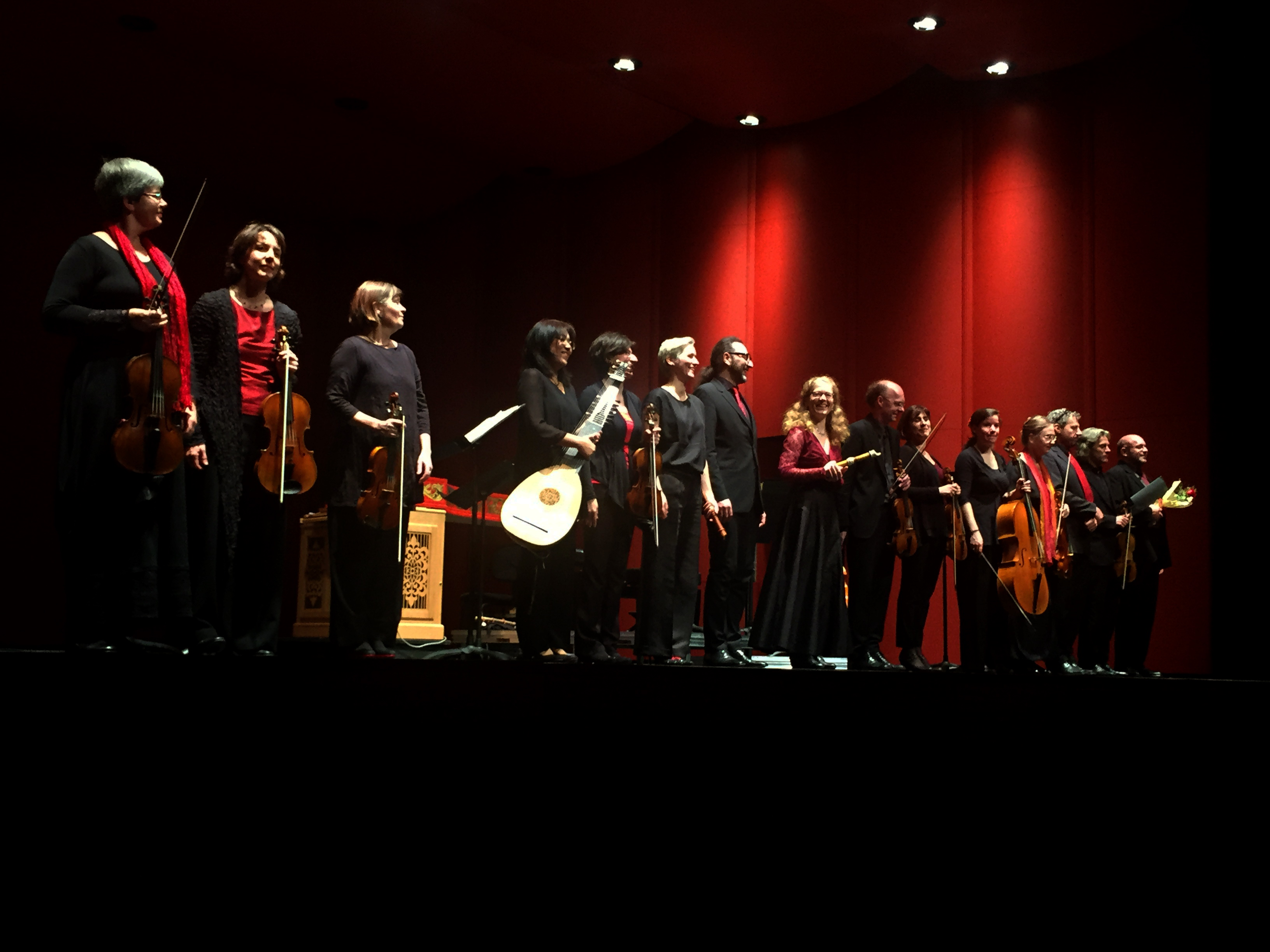
Concierto del 19 de diciembre del 2015, en el teatro municipal L'Atlàntida, de Vich.

## Historia
Fundado en 1982 en la República Democrática Alemana, este conjunto se compone de instrumentistas de las orquestas alemanas. Cansados de tocar a las órdenes de un director y con instrumentos modernos, fundaron esta orquesta para interpretar la música de los siglos XVII y XVIII. Sin embargo, su repertorio se extiende ahora a las épocas clásica y romántica.
El conjunto se presenta a veces con la dirección de Midori Seiler, Stephan Mai, Bernhard Forck y Georg Kallweit así como de maestros elegidos como René Jacobs, Marcus Creed, Daniel Reuss, Peter Dijkstra y Hans-Christoph Rademann.

El conjunto actúa regularmente en escenarios de Europa, Asia y América. En el 2011, los conciertos y las óperas llevaron a la orquesta a nueve países europeos, a los Estados Unidos y a una gira por China.
Akamus trabaja regularmente con el Coro de cámara de la RIAS y con solistas de renombre como Cecilia Bartoli, Andreas Scholl, Sandrine Piau y Bejun Mehta. Con la compañía de danza de Sasha Waltz & Guests, la Akademie für Alte Musik de Berlín ha dirigido producciones tales como Dido y Eneas (música: Henry Purcell) y Medeamaterial (música: Pascal Dusapin).
Graban desde 1994 en exclusiva para el sello Harmonia Mundi, después de haberlo hecho con Capriccio (publicaciones en el Oeste) y con Eterna (publicaciones en el Este).
Akamus ha vendido más de un millón de discos. El conjunto ha recibido premios como el Grammy, el Diapason d'or, el Cannes Classical Award, el Premio Gramophone y el Edison Award. 

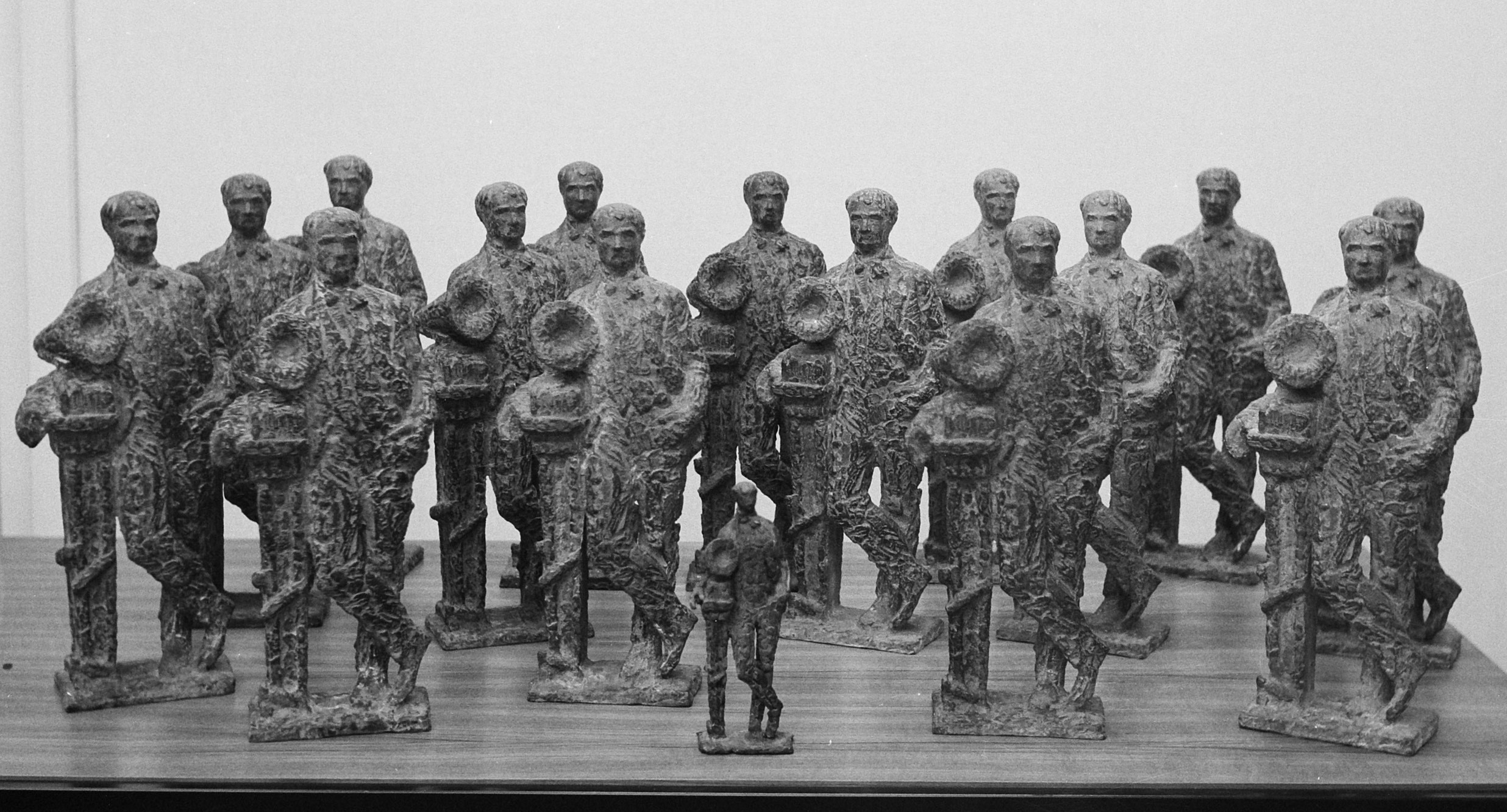
Figuras de los premios Edison de 1961.

Por el DVD de la ópera Dido y Eneas de Purcell, con Sasha Waltz and Guests, Akamus recibió el Premio anual de los críticos alemanes en el 2009; y por la ópera de Mozart La flauta mágica, el International Classical en el 2011. Su grabación de la Pasión de Brockes de Telemann fue galardonada con el MIDEM Classical Award del 2010 y el Choc del 2009.
Akamus ha registrado mucha de la música de Johann Sebastian Bach y de sus hijos, especialmente de Carl Philipp Emanuel Bach: le debemos el redescubrimiento de muchas obras suyas, sinfonías y conciertos para teclado.

## Premios
- Grammy: Italian Arias, música de Christoph Willibald Gluck,[22] con Cecilia Bartoli, 2002.
- International Classical Music Awards: La flauta mágica, de Wolfgang Amadeus Mozart, 2011.
- Premio de la crítica discográfica alemana: Orfeo, de Georg Philipp Telemann,[23] con René Jacobs, 1998; Airs pour Farinelli (Arias para Farinelli), con Vivica Genaux, 2002; Mozart: La flauta mágica, con René Jacobs, 2011.
- Choc de Le Monde de la Musique:[20] Geistliche Kantaten (Cantatas espirituales), de Johann Sebastian Bach, 1996; Oratorio de Navidad, de J. S. Bach, 1997;[24] Airs pour Farinelli, 2002; Sinfonías y Conciertos, de Carl Philipp Emanuel Bach, 2001; Motetes, de J. S. Bach,[25] con el Coro de cámara de la RIAS, 2005; Conciertos para flauta de pico, de Telemann, con Maurice Steger,[26] 2006; Double concertos, de Antonio Vivaldi, 2007.
- Choc de Classica:[20] Brockes-Passion, de Telemann, 2009; La Flute enchantée (La flauta mágica), de Mozart, 2011.

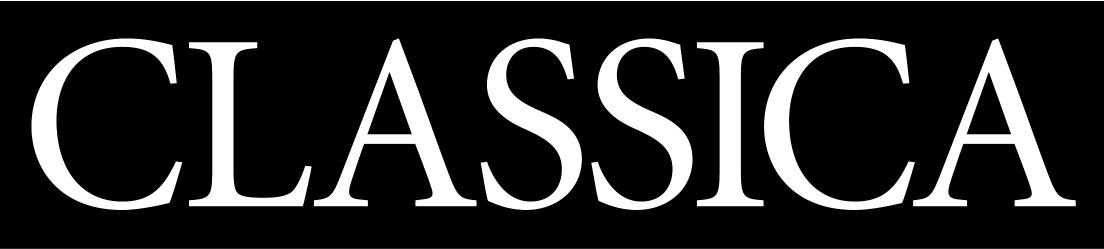
Emblema de la revista Classica.

- Diapason d’Or : Il primo omicidio,[27] 1998; La Chasse, Tragikomische Suite, de Telemann, 1999 (HM); Telemann: Conciertos para flauta, con Maurice Steger, 2006; Croesus, de Reinhard Keiser, con René Jacobs, 2000; Motetes, de J. S. Bach, 2005;[25] Trauermusik, de Johann Ludwig Bach,[28] 2011.
- Edison Classical Music Award: La Chasse, de Telemann, 1999;[29] Croesus, de Reinhard Keiser, 2000.
- Gramophone Award: Il primo omicidio, de Alessandro Scarlatti, 1998; Ombra mai fu,[30] de Georg Friedrich Händel, con Andreas Scholl, 1999.
- Midem Classical Award: Ombra mai fu, 1999.

## Principales grabaciones
- Referencias del repertorio orquestal de Bach y sus hijos:
  - J. S. Bach: El arte de la fuga, en Harmonia Mundi (H M).
  - J. S. Bach: 4 oberturas, en H M.
  - J. S. Bach: 6 Conciertos de Brandenburgo, en H M.
  - J. S. Bach: los conciertos para teclado, en H M.
  - J. S. Bach: conciertos (reconstrucciones),[31] en H M.
  - J.L. Bach: Trauermusik, en H M.
  - W.F. Bach: sinfonías y conciertos, en H M.
  - C.Ph.E. Bach: sinfonías y conciertos, en H M (2 volúmenes).
  - J. C. Bach: sinfonías (más 1 concierto para flauta de C.Ph.E. Bach), en H M.
- W.A. Mozart: La flauta mágica, en H M.
- Boccherini: sinfonías, en H M.
- Haydn: los conciertos para violonchelo, con Ivan Monighetti,[32] en H M.

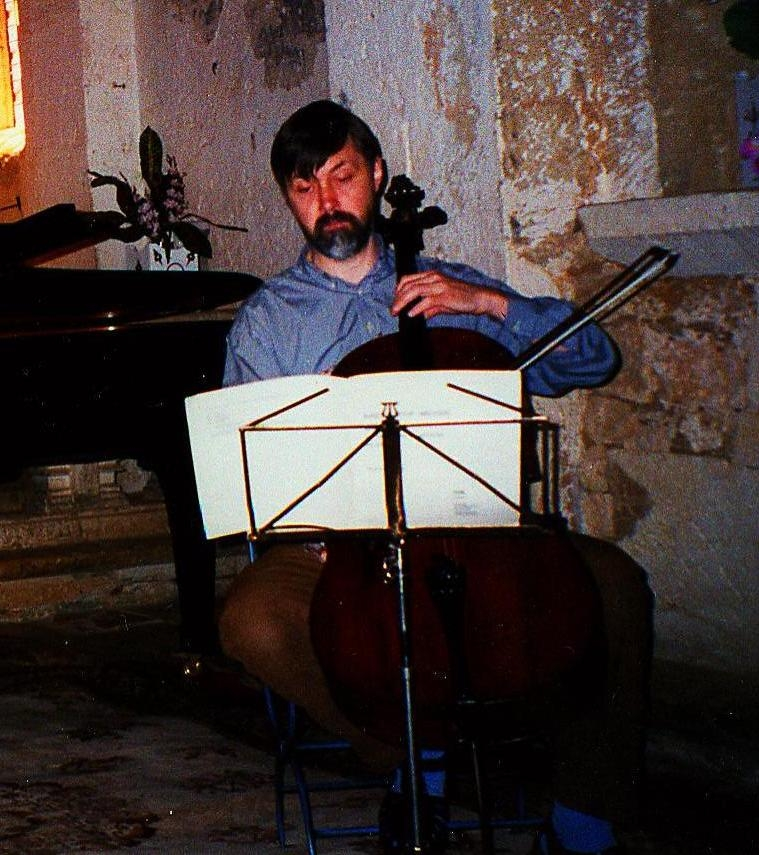
Ivan Monighetti durante un ensayo en 1998 ó 1999.

- Georg Philipp Telemann: suites orquestales, en H M.
- Telemann: concierto para flauta de pico, con Maurice Steger, en H M, 2006.
- Telemann: suites orquestales y concierto para violín, en HM.
- Rebel y Vivaldi: Les Élémens (Los elementos)[33] y Las cuatro estaciones, en H M (DVD y CD).